# Litsea liyuyingii
Litsea liyuyingii är en lagerväxtart som beskrevs av H. Liu. Litsea liyuyingii ingår i släktet Litsea och familjen lagerväxter. Inga underarter finns listade i Catalogue of Life.